# Judith Sargent Murray
Judith Sargent Stevens Murray, née le 1er mai 1751 et morte le 9 juin 1820, est une essayiste, dramaturge, poétesse et écrivaine américaine. Elle est l'une des premières défenseuses des droits des femmes aux États-Unis. Elle défend l'égalité des sexes et la capacité des femmes à s'accomplir intellectuellement et à acquérir une indépendance économique. Son essai historique On the Equality of the Sexes, un exemple de ses nombreux ouvrages influents, a ouvert la voie à de nouvelles idées pour les futures écrivaines féministes de son siècle.

## Biographie
Judith Sargent, née le 1er mai 1751 à Gloucester, Massachusetts, est la fille de Winthrop Sargent et Judith Saunders, marchands établis. Ainée de huit enfants, Judith Sargent et ses frères et sœurs sont élevés dans la première église paroissiale de la Congrégation. Dans les années 1770, la famille se convertit à l'universalisme et aide à financer la première église universaliste de la nation, dont John Murray (ministre) est le premier pasteur. La famille Sargent est considérée comme cultivée, politiquement consciente et civiquement active.
En tant que riche famille de marchands propriétaires de navires, les parents Sargent offrent à leurs enfants une éducation de premier ordre, y compris pour leurs filles, un choix engagé à cette époque. Judith Sargent suit par exemple les cours du tuteur John Rogers, alors ministre, avec son frère Winthrop Sargent qui prépare son entrée au Harvard College. En complément de cette éducation, Judith Sargent approfondie ses connaissances en autodidacte grâce à la bibliothèque familiale. Elle étudie l'histoire, la philosophie, la géographie et la littérature. Son fort intérêt pour l'éducation et le soutien de sa famille l'amènent à écrire de la poésie dès l'âge de neuf ans. Elle ne peut cependant pas suivre la même éducation que son frère jusqu'au bout et prend ainsi conscience très jeune de la manière dont la société bride l'ambition d'instruction des femmes.
Le 3 octobre 1769, Judith Murray épouse John Stevens, un capitaine de navire et commerçant. Ils vivent dans la maison Sargent-Murray-Gilman-Hough. Lorsque l'Angleterre et les colonies américaines entrent en guerre, elle soutient la séparation de l'Angleterre, malgré les liens économiques et familiaux qu'y entretiennent ses proches. Elle dénonce la terreur hostile de la guerre civile. Elle croit en une résolution pacifique par la séparation, méprisant la violence et le pouvoir anarchique qui règne sur les colonies. La révolution américaine nuit au commerce maritime de Gloucester, du fait de l'insécurité des mers. Lorsque la révolution prend fin en 1783, son mari étant profondément endettée, ce sont ses publications qui assurent un revenu au couple. En 1786, il fuit les États-Unis pour échapper à la prison des débiteurs. Il se rend aux Antilles où il meurt peu après.
Deux ans plus tard, en octobre 1788, Judith Sargent épouse le révérend John Murray. Elle signe désormais sous le nom de « Judith Sargent Murray ». En 1793, le couple déménage de Gloucester à Boston. Ils ont deux enfants, dont Julia Maria Murray. À cette époque, Judith Sargent Murray rencontre des personnalités influentes telles que Abigail Adams ou Martha Washington. Elle est impliquée dans la fondation d'une académie féminine à Dorchester, Massachusetts, en 1802. À la fin de la vie de John Murray, elle l'aide à publier son livre Letters and Sketches of Sermons. Après sa mort elle édite, complète et publie son autobiographie.
Judith Sargent Murray décède à Natchez, Mississippi le 9 juin 1820 à l'âge de soixante-neuf ans. Elle est enterrée au cimetière de la famille Bingaman, appartenant désormais à la ville de Natchez.

## Travaux et publications
Judith Sargent Murray est une pionnière féministe. Elle est l'une des premières à revendiquer publiquement l'égalité des femmes dans la nouvelle nation, et à défendre leur éducation et leur indépendance économique. Ses idées sont aussi reprises par le mouvement post-révolutionnaire de la «maternité républicaine», qui milite pour l'éducation des femmes au nom de la transmission des valeurs citoyennes aux générations futures.
Elle rédige une centaine d'essais, notamment On the Equality of the Sexes, paru en 1790, mais aussi de nombreux poèmes et deux pièces de théâtre. Elle écrit également sous des noms d'emprunt tels que « Constantia », « The Reaper », « Honora Martesia », « The Gleaner » ou encore « Mr. Vigilius ». Elle adopte ce nom de plume masculin pour détourner les préjugés sur son travail. Important ouvrage en trois volumes comprenant des essais et des pièces de théâtre, The Gleaner, paru en 1798, la consacre comme autrice et intellectuelle de premier plan. Outre les revendications féministes, ces essais traitent aussi des valeurs de la nouvelle république (citoyenneté, philanthropie), de l'universalisme, et dénoncent la guerre et les violences de toute nature.
Dans un de ses premiers essais, Desultory Thoughts upon the Utility of Encouraging a Degree of Self-Complacency, Especially in Female Bosoms, elle manifeste ses idéaux féministes. Elle introduit les bases de futurs essais sur les femmes : « Je voudrais, dès l'aube de la raison, m'adresser à [ma fille] en tant qu'être rationnel et protéger [mes filles] d'une mauvaise estime de soi par tous les moyens ».
Certains de ses poèmes et essais sont publiés dans le périodique de Boston « Gentlemen and Ladies Town and Country », en 1784.
À vingt-trois ans, elle entame un travail d'archivage de ses correspondances, dans le but de laisser une trace historique pour les générations futures. Ces cahiers de lettres - vingt volumes au total - ont été découverts en 1984 par Gordon Gibson et publiés sur microfilm par le Département des archives et de l'histoire du Mississippi, où se trouvent les volumes originaux. Contenant environ 2 500 lettres, ces archives constituent l'un des rares recueils d'écrits de femmes de cette période de l'histoire américaine.

## Universalisme
C'est pendant ou peu après la révolution que la famille Sargent se convertit à l'universalisme. Judith Sargent s'implique dans le groupe universaliste de Gloucester, dirigé par son père. Son ouvrage A Universalist Catechism, paru en 1782, écrit pour les enfants, est considéré comme l'écriture la plus ancienne d'une femme universaliste américaine. Le groupe universaliste dont fait partie Judith Sargent soutient le ministre John Murray, considéré comme le fondateur de l'universalisme américain. Originaire d'Angleterre, John Murray arrive dans les colonies en 1770 et s'installe à Gloucester en 1774. Il adopte l'interprétation universaliste de la Bible proposée par James Relly, d'origine galloise.

## Héritage
Le travail de Sheila L. Skemp dans « A Brief Biography with Documents » en 1998 a permis de redécouvrir l'œuvre de Judith Sargent Murray.
Le livre historique d'Alice Rossi, The Feminist Papers, paru en 1974, débute par « On the Equality of the Sexes ». Ainsi, Alice Rossi participe à réintégrer la voix de Judith Sargent Murray à l'histoire américaine.
Les correspondances de Judith Sargent Murray sont publiées par la Judith Sargent Murray Society en plusieurs volumes parus de 2005 à 2009. La fondatrice, Bonnie Hurd Smith, a récemment été reconnue par Oxford University Press comme la principale chercheuse sur le travail de Judith Sargent Murray.
David McCullough a inclus une des lettres de Murray dans sa biographie de John Adams.
Cokie Roberts a utilisé les lettres de Murray dans son livre Founding Mothers, paru en 2009.
Judith Sargent Murray fait partie des 999 femmes citées dans l’œuvre féministe The Dinner Party de Judy Chicago, réalisée de 1974 à 1979 et visible au Brooklyn Museum.
Elle fait aussi partie du circuit pédestre Boston Women's Heritage Trail, qui rend hommage à 200 femmes de Boston.

## Œuvres

### Livres
- Some Deductions from the System Promulgated in the Page of Divine Revelation: Ranged in the Order and Form of a Catechism Intended as an Assistant to the Christian Parent or Teacher, publié de manière anonyme (1782)
- The Gleaner: A Miscellaneous Production (1798)
- Life of the Rev. John Murray (1816)

### Essais
- A Universalist Catechism (1782)
- Desultory Thoughts upon the Utility of Encouraging a Degree of Self-Complacency, Especially in Female Bosoms (1784)
- On the Equality of the Sexes (1790)
- On the Domestic Education of Children (1790)
- The Gleaner (1792–94)
- The Repository (1792–94)
- The Reaper (1794)

### Poèmes
- A Rebus (1803)
- An Hypothesis (1808)
- Apology for an Epilogue (1790)
- Birth-day Invitation (1803)
- Honora Martesia (1809)
- Lines Occasioned by the Death of an Infant (1790)
- Lines Written while Rocking a Cradle (1802)
- On Blending Spirit with Matter (1803)
- Lines, Inscribed To An Amiable, And Affectionate Mother (1803)
- Expiring Amity (1803)
- Lines (1803)
- The Consolation (1790)
- Elegiack Lines (1790)
- Invocation To Hope (1789)

### Pièces
- The Medium, or, Happy Tea-Party; later renamed The Medium, or, Virtue Triumphant (1795)
- The Traveller Returned (1796)
- The African (1805)